# Vera Krepkina
Vera Samujlovna Krepkina-Kalašnikova (rusko Вера Самуиловна Крепкина-Калашникова), ruska atletinja, * 16. april 1933, Kotelnič, Sovjetska zveza, † 25. april 2023, Kijev
Nastopila je na poletnih olimpijskih igrah v letih 1952, 1956 in 1960, leta 1960 je dosegla uspeh kariere z osvojitvijo naslova olimpijske prvakinje v skoku v daljino, v vseh treh nastopih je zasedla četrto mesto v štafeti 4x100 m. Na evropskih prvenstvih je dvakrat osvojila naslov prvakinje v štafeti 4x100 m in srebrno medaljo v teku na 100 m.